# Presse d'établi
Pour les articles homonymes, voir presse.

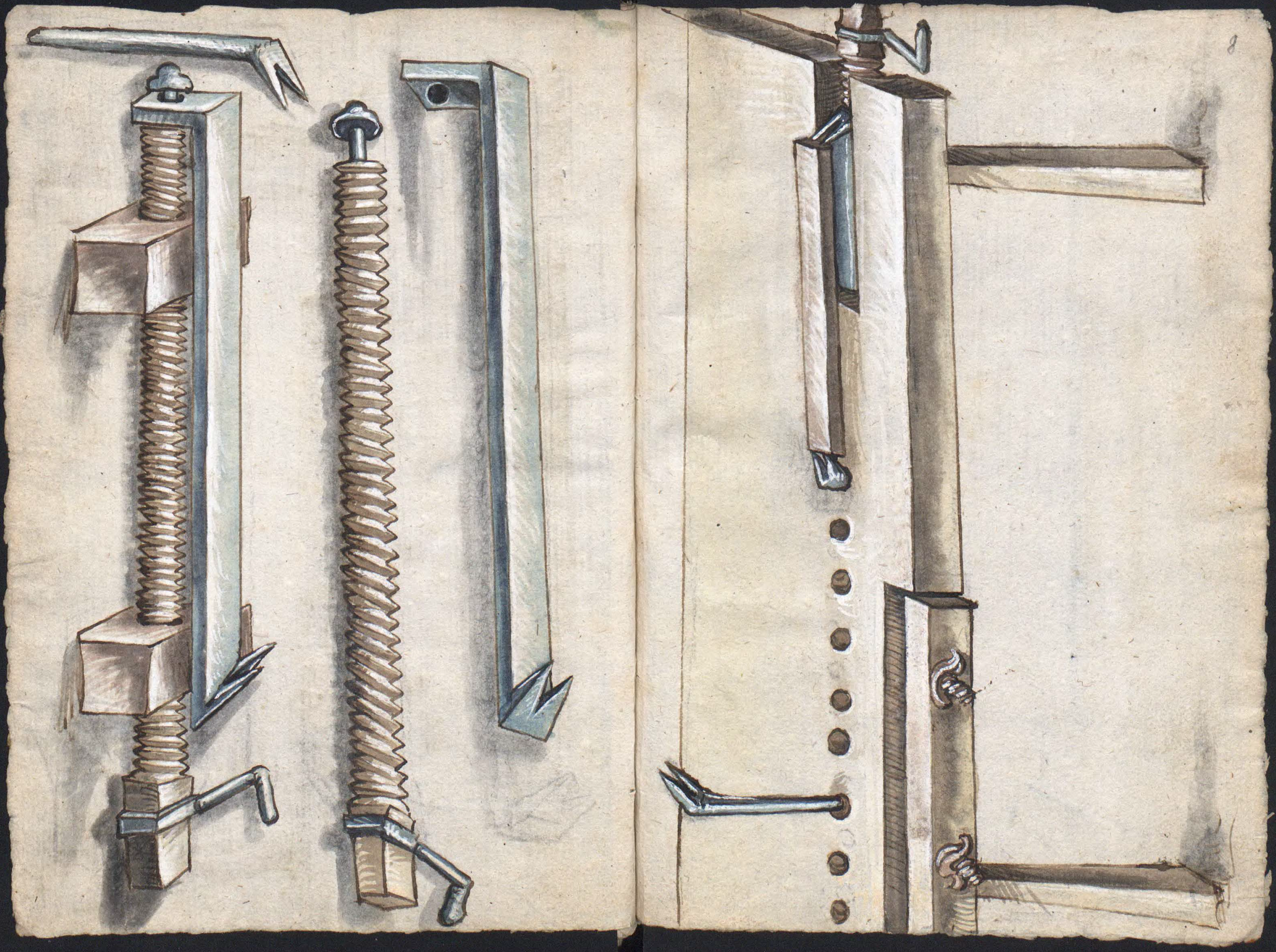
Concept d'un étau pour le travail du bois provenant de Nuremberg. Codex Löffelholz daté de 1505.

Une presse d'établi est un type d'étau adapté aux différents besoins des menuisiers et du travail du bois. Plusieurs types de presse ont évolué pour répondre à des fonctions primaires différentes. Elles sont classés dans les catégories générales de presses frontales et de presses latérales, en fonction de leur position sur l'établi.

## Emplacement de la presse

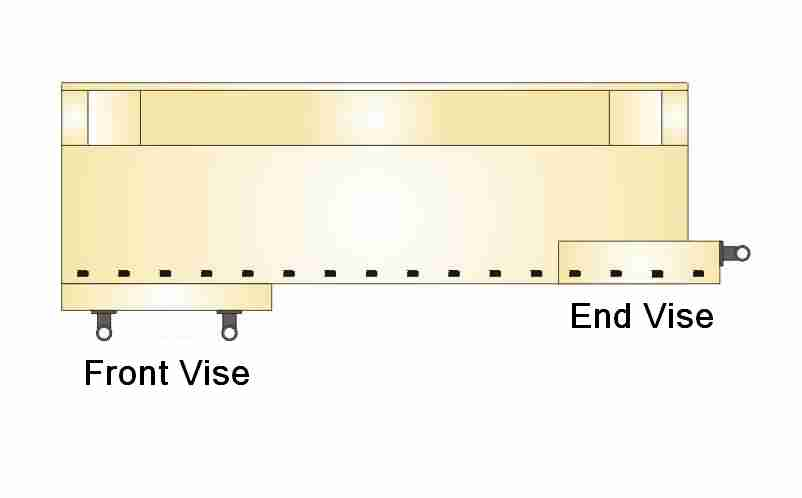
Vue de dessus d'une disposition de presse frontale (front vise) et latérale (end vise).

Il existe deux emplacements principaux pour une presse ou des presses sur un établi : sur le devant, sur la face longue de l'établi, connu sous le nom de presse "frontale" (de "face", ou d'"épaule"), et sur l'extrémité, connu sous le nom de presse "latérale". L'une ou l'autre, ou les deux, peuvent être montées sur le côté de l'établi pour permettre à un droitier de travailler plus facilement une pièce qui dépasse, bien qu'une disposition courante consiste à monter l'étau avant à la gauche du long côté et l'étau latéral sur le côté droit de l'extrémité diagonalement opposée.

## Accessoires
Une presse pour le travail du bois maintient le travail dans ses mâchoires, ou l'immobilise contre une butée d'établi ou un valet. Les trous destinés à recevoir les butées ou valets sont généralement percés dans l'axe de l'étau à des intervalles de 7,5 à 10 centimètres (3 à 4 pouces), d'autres étant ajoutés à l'établi pour servir à diverses fins.

## Différents types de vis de presse
Les vis de presse sont généralement à filetage trapézoïdal. 
En plus de la presse standard à mâchoires en fer à vis unique, il existe des variantes à serrage rapide et à double vis :

### Serrage rapide
Une presse à serrage rapide (ou "à action rapide") utilise un écrou fendu (en) qui permet à sa vis de s'engager ou de se désengager par un demi-tour de la poignée. Lorsqu'elle est désengagée, la mâchoire mobile peut être déplacée vers l'intérieur ou l'extérieur sur toute sa plage de mouvement, ce qui accélère considérablement le processus de réglage.  Les types de filetage les plus courants sont le pas Acme et le filetage en dents de scie.

### Double vis

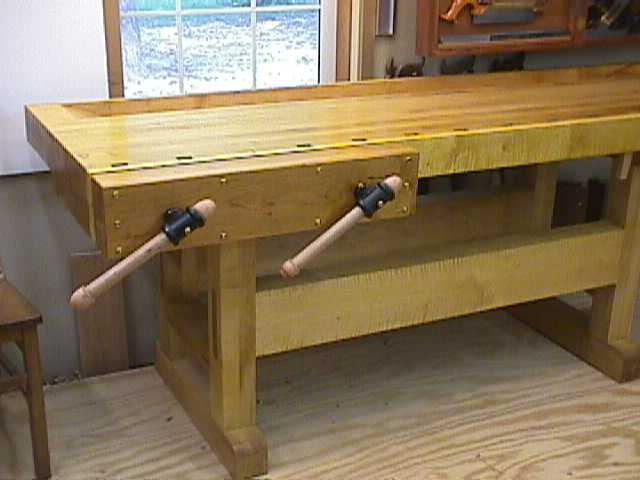
Une presse à double vis.

Une presse à double vis permet de serrer en toute sécurité des pièces de grande taille.  Cette conception était populaire à la fin du XVIIIe siècle et au début du XIXe siècle, notamment chez les fabricants de chaises. Une évolution moderne relie les vis à l'aide d'une chaîne, ce qui permet de les asservir et de les faire tourner à l'aide de l'une ou l'autre poignée. Elles peuvent également être découplées pour maintenir un travail conique. 
Cette conception présente les nombreux avantages de la presse classique à épaulement et de la presse à vis unique, mais peu d'inconvénients. Elle peut également être utilisée efficacement comme presse latérale. Ses principaux inconvénients sont son coût et son installation relativement difficile.

## Types de presses frontales

### Presse verticale

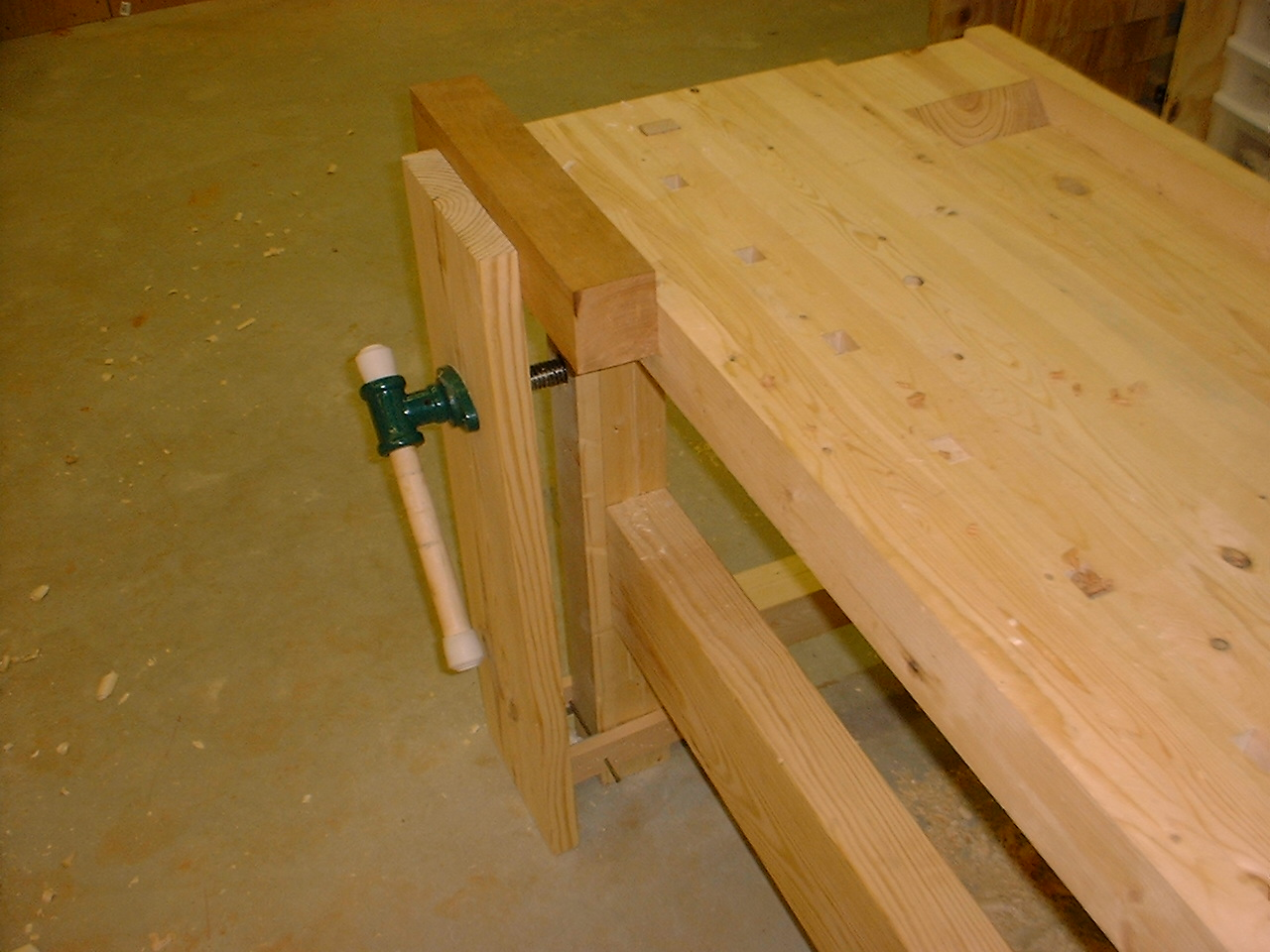
Une presse à pattes

Le plus ancien modèle de presse frontale est probablement la presse verticale (ou à jambe), qui utilise l'un des pieds de l'établi comme mâchoire intérieure. La mâchoire extérieure va également presque jusqu'au sol. Une seule vis est montée entre un quart et un tiers de la longueur de l'étau et traverse les deux mâchoires. À sa base, soit une planche réglable au moyen de trous et de chevilles sert de point d'appui, soit un guide lisse en métal, soit une deuxième vis est installée. La presse verticale est probablement la plus simple et la plus économique des presses frontales, et elle est très solide. Elle permet d'immobilier de grosses pièces au plus proche de la vis.

### Presse à épaulement

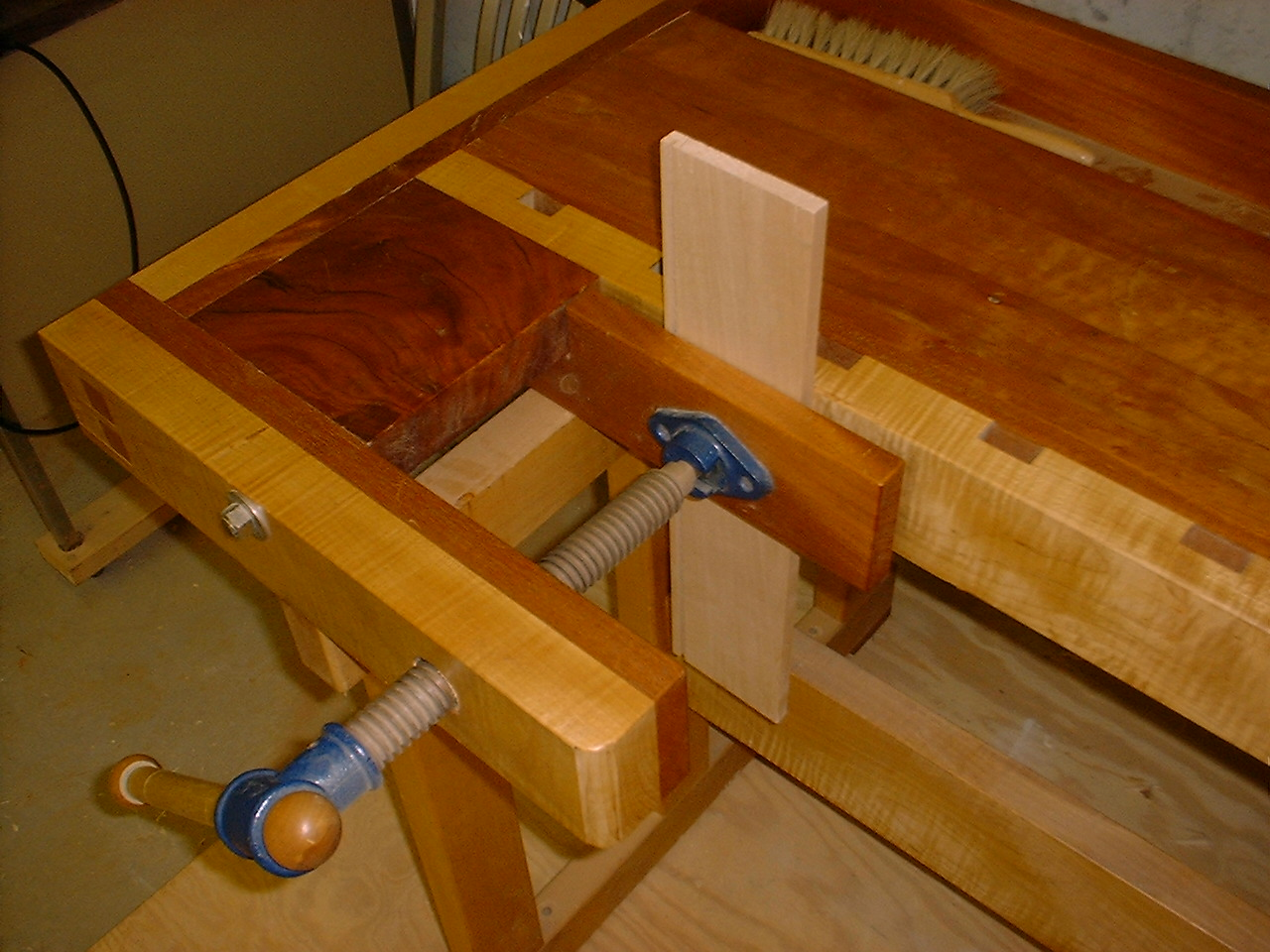
Une planche immobilisée dans une presse à épaulement traditionnelle, vis en bois.

La presse à épaulement est un modèle ancien de presse d'établi. L'avantage de cette conception est qu'elle permet d'effectuer le serrage directement derrière la vis. Cela permet un serrage vertical sans entrave pour la coupe des queues d'aronde et autres opérations similaires. Il y a aussi généralement un peu de jeu dans la fixation de la vis et du mors, ce qui permet de serrer des pièces coniques. Il s'agit d'un étau qui doit être conçu dès le départ pour l'établi, car il est difficile de l'adapter à un établi existant. Le principal inconvénient de l'étau à épaulement est sa fragilité, à moins que le "bras" ne soit fixé au "capuchon d'extrémité" à l'aide d'une queue d'aronde ou d'une articulation, généralement collée ou "goupillée" pour éliminer tout mouvement de rotation autour de l'articulation, sinon il est assez facile de le casser avec une grosse vis d'établi en acier. Mais on ne devrait jamais avoir à exercer une telle force. Certains menuisiers disent que le grand étau les gêne dans certains travaux, d'autres le trouvent discret. L'étau à épaulement comporte implicitement une butée de rabotage intégrée, formée par l'intersection de la mâchoire et de l'entretoise de la mâchoire, et qui permet à l'étau à épaulement de remplir plusieurs fonctions, comme l'assemblage de longues planches avec un "esclave d'établi" pour tenir l'extrémité opposée. Autrefois, un crochet et un valet remplissaient la même fonction.

### Presse hybride

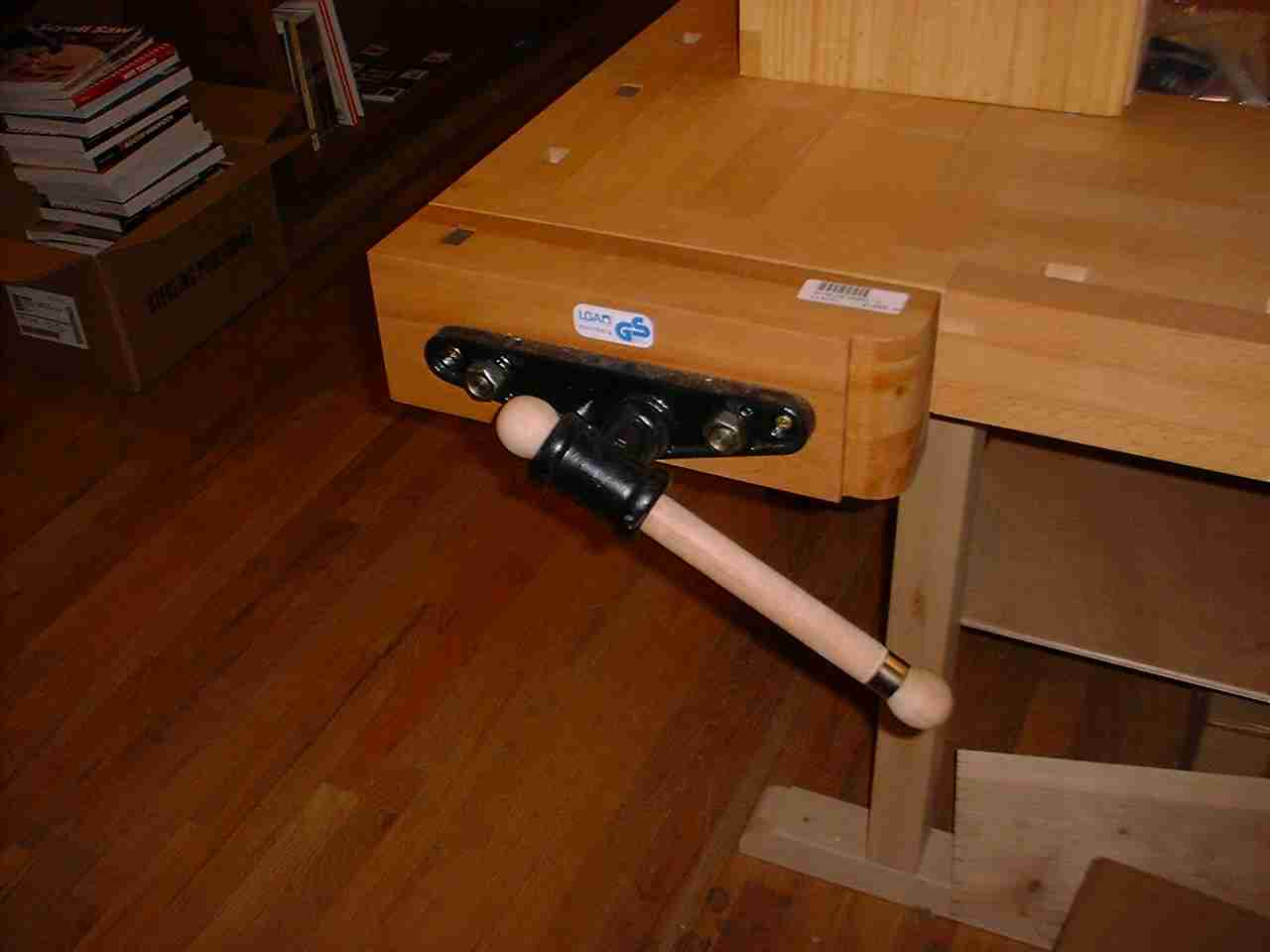
Un étau hybride

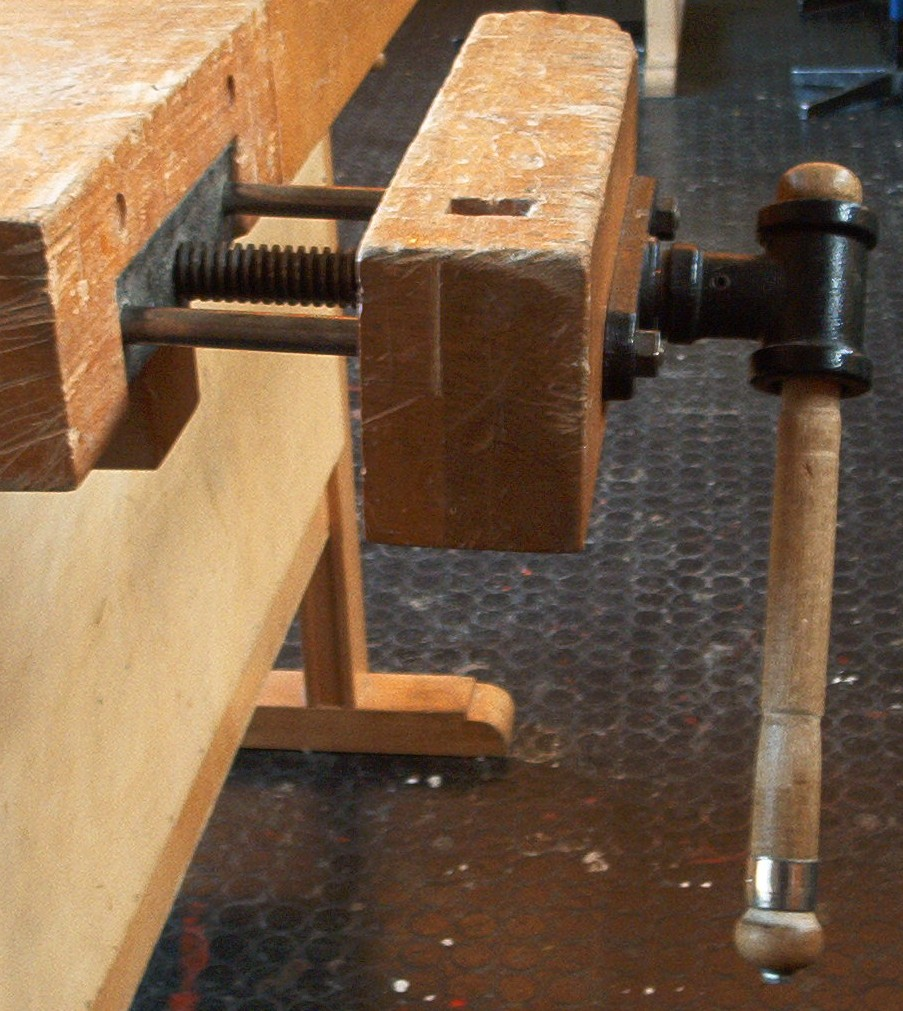
Vue de côté d'un modèle standard de presse latérale.

De nombreux établis européens commerciaux sont dotés d'un étau frontal qui utilise une mâchoire en bois avec une vis métallique et un dispositif anti-rotation intégré (avec deux guides lisses) gênant pour l'immobilisation verticale. Ces étaux sont également disponibles sous forme de kits bon marché qui peuvent être montés sur presque tous les établis.

### Presse de modeleur

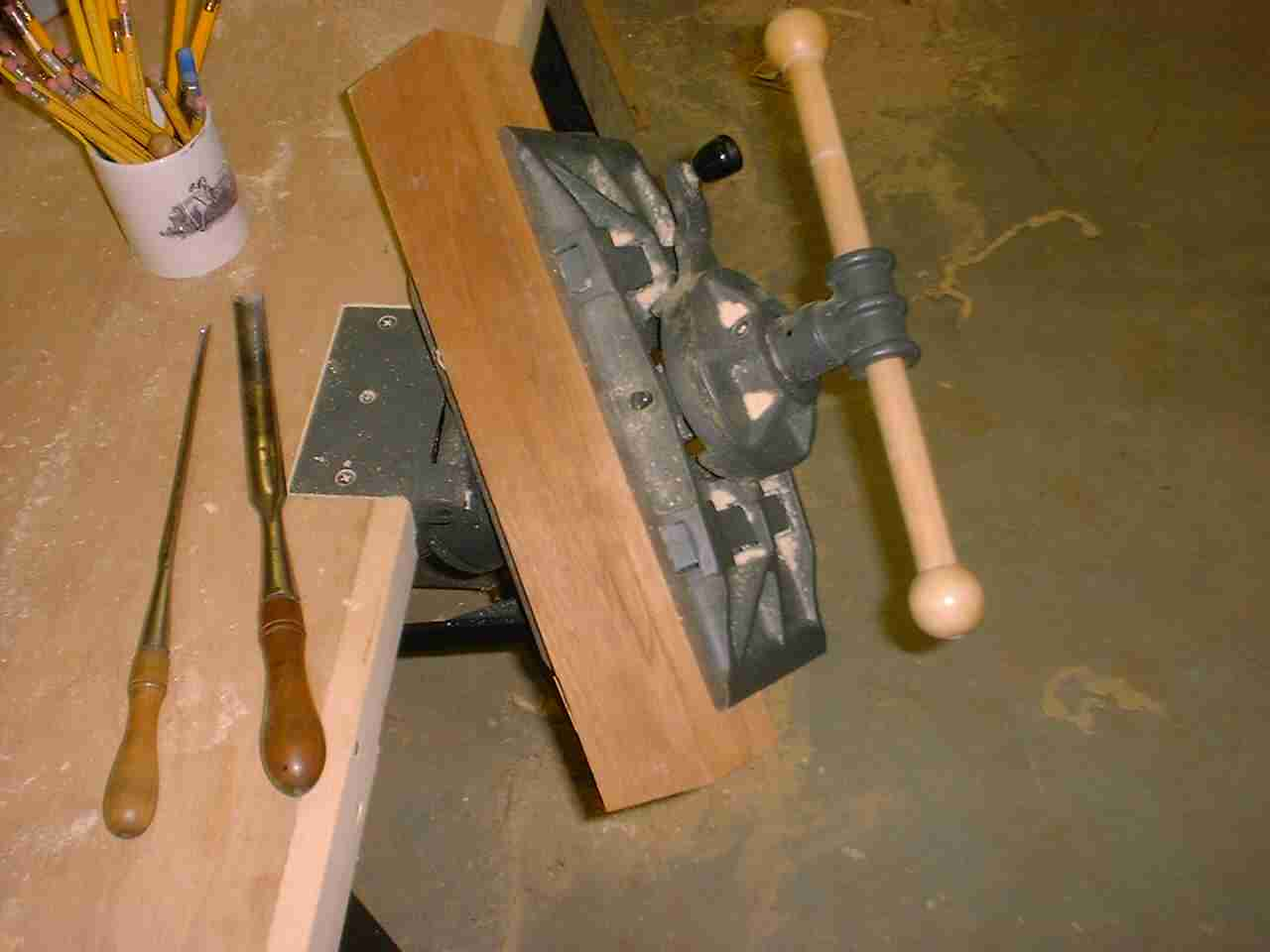
Presse de modeleur.

La presse de modeleur est parfois utilisé comme étau frontal. Ce type de presse a été conçu à l'origine pour les modeleurs, les personnes qui fabriquent les formes utilisées dans la fonderie de métal. Le modelage est un travail exigeant qui utilise des formes que l'ébéniste ne rencontre pas normalement. La presse du modeleur peut maintenir des formes complexes dans différents angles, et elle peut immobiliser des formes simples dans diverses positions usuelles. Les inconvénients de cette presse sont son coût, son montage modérément compliqué et sa tendance à la fragilité. Le modèle le plus recherché est un modèle Emmert ancien, mais il existe plusieurs clones sur le marché aujourd'hui, notamment un modèle reproduit par Lee Valley Tools (en) qui est fait d'un alliage d'aluminium - qui devrait être moins susceptible de se casser - et plusieurs modèles fabriqués en Asie qui sont des clones du plus petit Emmert. Un inconvénient possible de la presse de modeleur est qu'elle nécessite généralement d'être installée sur un plateau d'une épaisseur d'au moins 5 centimètres (1-3/4 pouces).

### Comparaison des presses frontales
| Type de presse                                   | Coût   | Avantages | Inconvénients |
| ------------------------------------------------ | ------ | --- | --- |
| Presse verticale                                 | faible | Robuste Adaptable | Peut être encombrant à régler. Pas bon pour ceux qui n'aiment pas se baisser. |
| Presse à épaulement                              | faible | Travail serré directement sous la vis. Peut serrer le travail verticalement. Peut gérer les travaux coniques. Il est théoriquement possible de serrer des pièces qui sont aussi hautes que la distance sol-plafond. | Conception relativement complexe et potentiellement fragile. Un esclave d'établi ou un homme mort est nécessaire pour l'assemblage. L'épaulement est un obstacle à certains travaux. |
| Presse hybride                                   | moyen  | Face relativement large. Surfaces de serrage du bois. Peut être adapté à toute une série d'installations. | N'est pas idéal pour le serrage vertical. Pourvu d'un risque de rackage. |
| Presse à serrage rapide                          | moyen  | Conception solide. Peut être manipulé à une seule main rapidement. Installation relativement simple. | Pas idéal pour l'immobilisation verticale. L'épaisseur du banc est essentielle |
| Presse de modeleur                               | élevé  | Le plus polyvalent. Peut serrer des formes complexes à des angles bizarres. Peut être adapté à un banc existant. | Un peu fragile. Épaisseur critique du banc. |
| Presse à double vis (utilisé comme étau frontal) | élevé  | Conception très robuste. Peut immobiliser le travail verticalement. Bon pour le jointage. Peut traiter les travaux coniques.                                                                                        | Installation relativement difficile. |

## Types de presses latérales

### Presse traditionnelle, à bloc coulissant

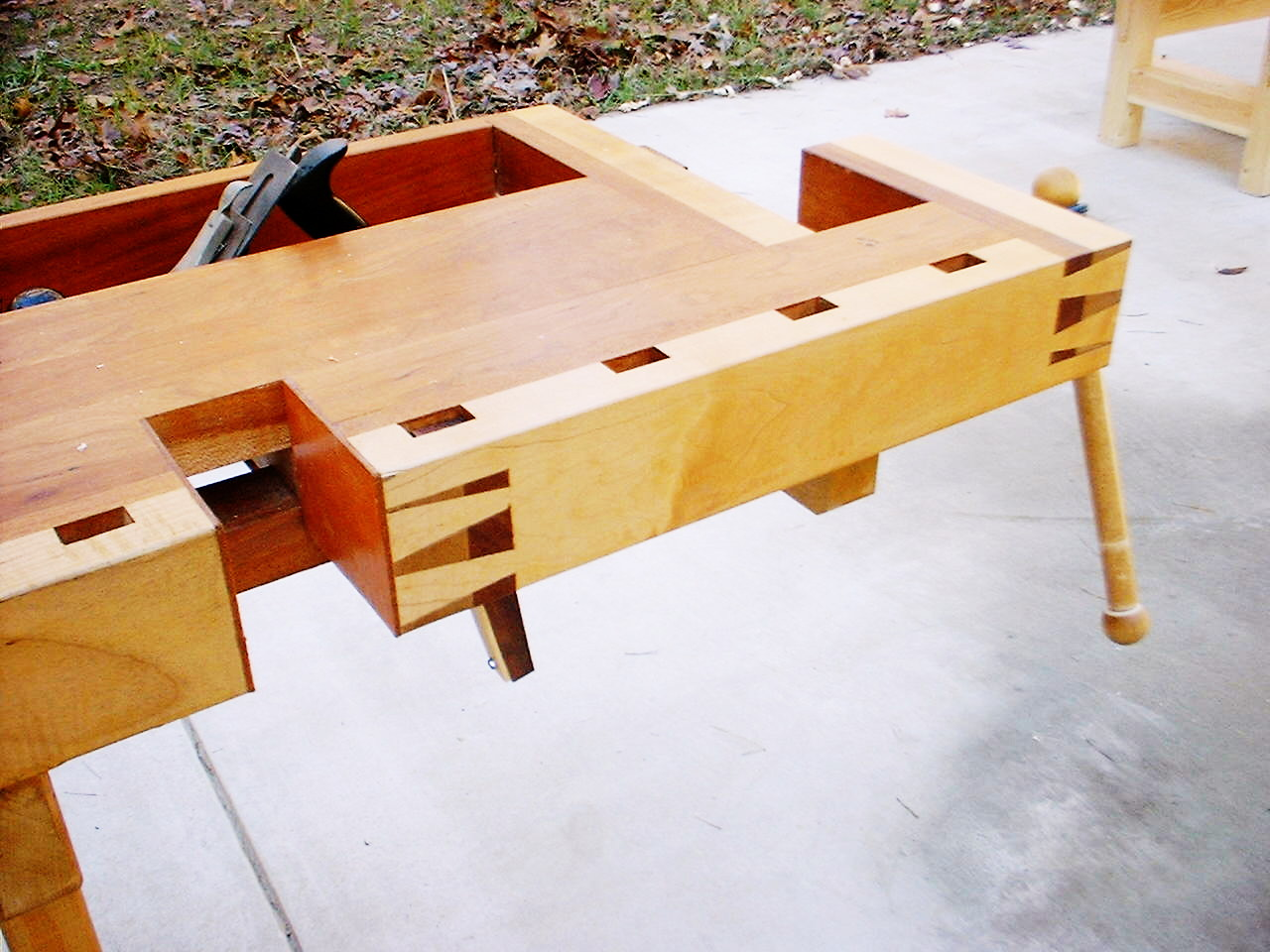
Une presse à chariot traditionnelle incrustée d'ornements.

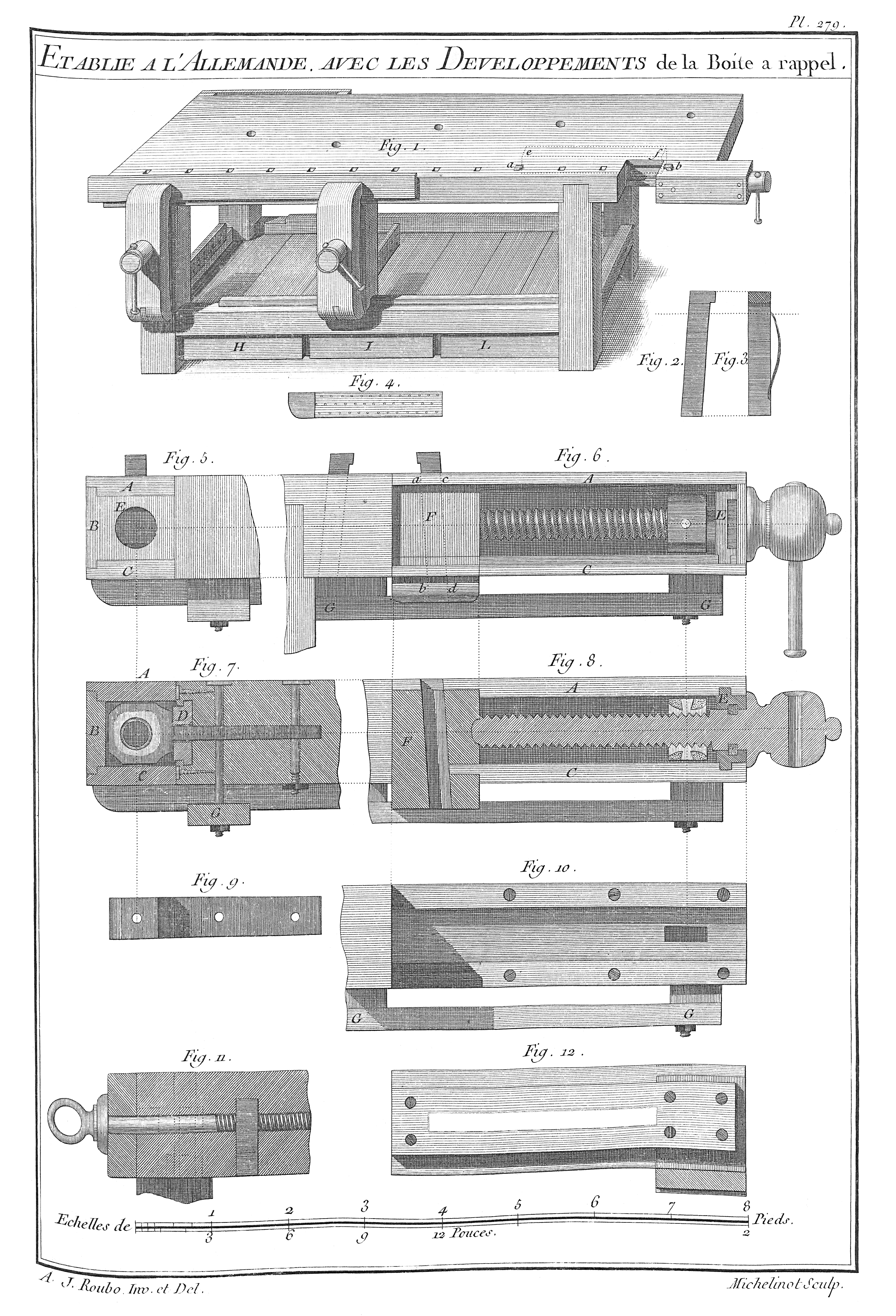
Description de la boîte à rappel par Roubo en 1774.

La presse latérale traditionnelle à bloc coulissant (dite aussi presse parisienne ou presse allemande) utilise une grande vis, en bois ou en métal. Elle se présente sous la forme d'un cadre, dont la partie arrière s'emboîte sous l'établi, et dont le mouvement est localisé et limité par un système complexe de languettes et de rainures coulissantes, et de glissières, de sorte que des mouvements lents du cadre vers la gauche et vers la droite sont possibles, mais que les mouvements vers l'avant et vers l'arrière, ou les mouvements de rotation du cadre sont impossibles. La mâchoire a une face qui est en contact avec le plateau de l'établi, et elle a un ou plusieurs trous de butée sur le dessus - souvent 3 ou 4, chacun espacé de 12,5 centimètres (5 pouces) - qui sont alignés avec les trous de butée situés sur la face avant (tablier) de l'établi - de nombreux trous, chacun également espacé de 12,5 centimètres (5 pouces). Il s'agit de l'option la moins coûteuse pour une presse à chariot, mais elle est de loin la plus complexe à concevoir, à construire et à entretenir. Tage Frid (en) et Frank Klausz ont popularisé ce type d'étau à queue en Amérique du Nord, bien que son origine remonte au nord de l'Europe (très probablement en Allemagne) au 18e siècle.

### Presse à chariot
Cette presse à chariot traditionnelle utilise également une grande vis, en bois ou en métal. Il se compose d'un bloc mobile avec un ou plusieurs trous de butée, le bloc mobile se déplace dans une grande mortaise de l'établi. La mâchoire a une face qui entre en contact avec le plateau de l'établi, et les trous de butée sont alignés avec les trous de butée du plateau de l'établi. Les deux principales variétés de cette presse varient selon que l'écrou est monté dans l'établi ou sur le bloc de trous d'entraînement. Lorsque l'écrou est monté sur le bloc de trous, l'installation est plus compliquée et plus coûteuse, mais la vis ne bouge pas lorsque l'étau est utilisé.

### Presse moderne

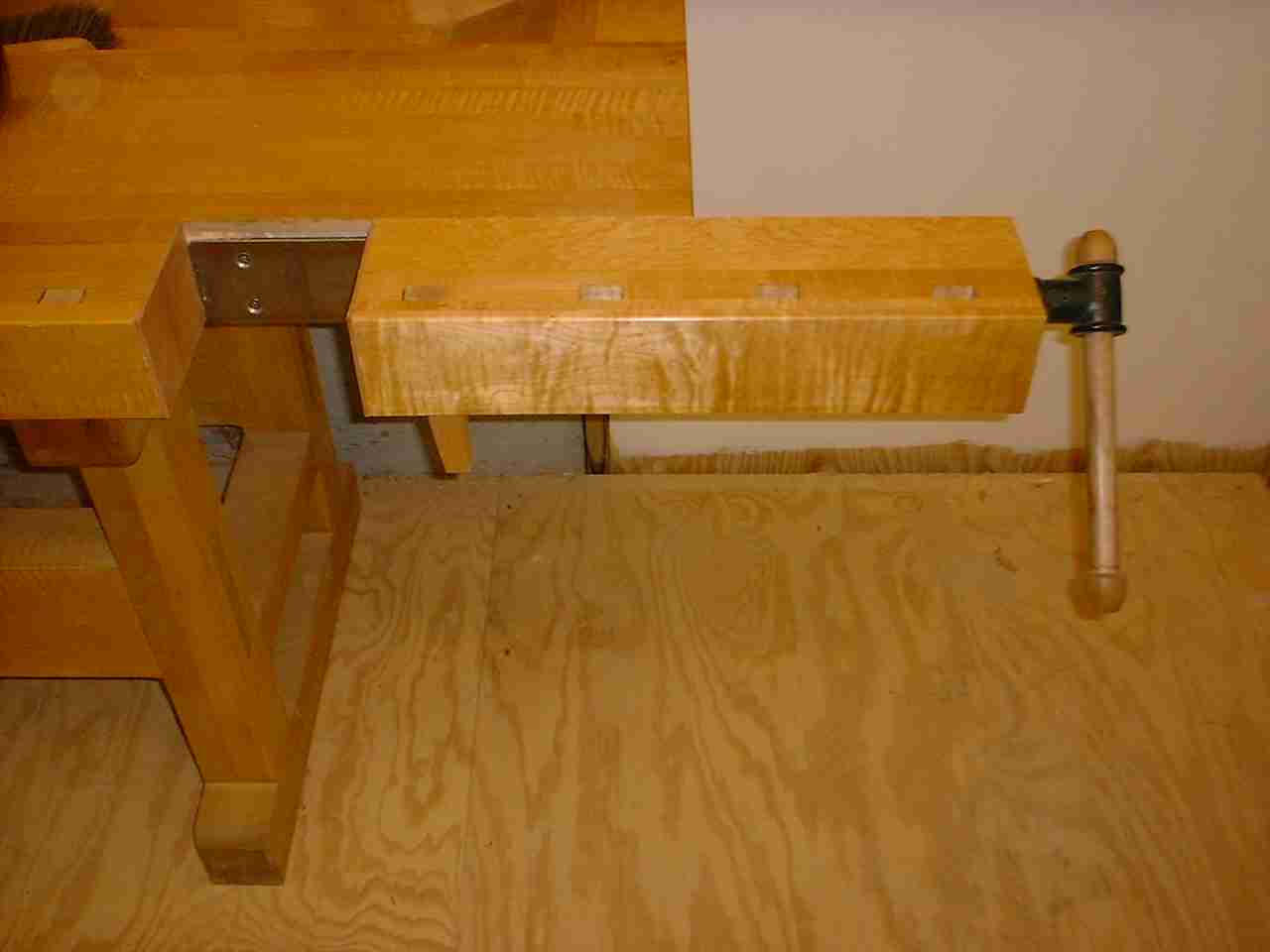
Une presse à chariot moderne.

Une forme plus récente de presse  à chariot supprime la nécessité d'un cadre. Elle utilise des plaques d'acier pour sa structure - une plaque d'acier avec l'écrou est montée sur le côté de l'établi, deux autres sont intégrées dans une mâchoire coulissante avec la vis de l'établi. Il s'agit d'une conception robuste et elle est plus facile à installer et à régler que l'ancien modèle. Cependant, seules quelques tailles sont disponibles dans le commerce (bien que des tailles plus grandes aient été fabriquées sur mesure).

### Presse frontale utilisée comme une presse latérale

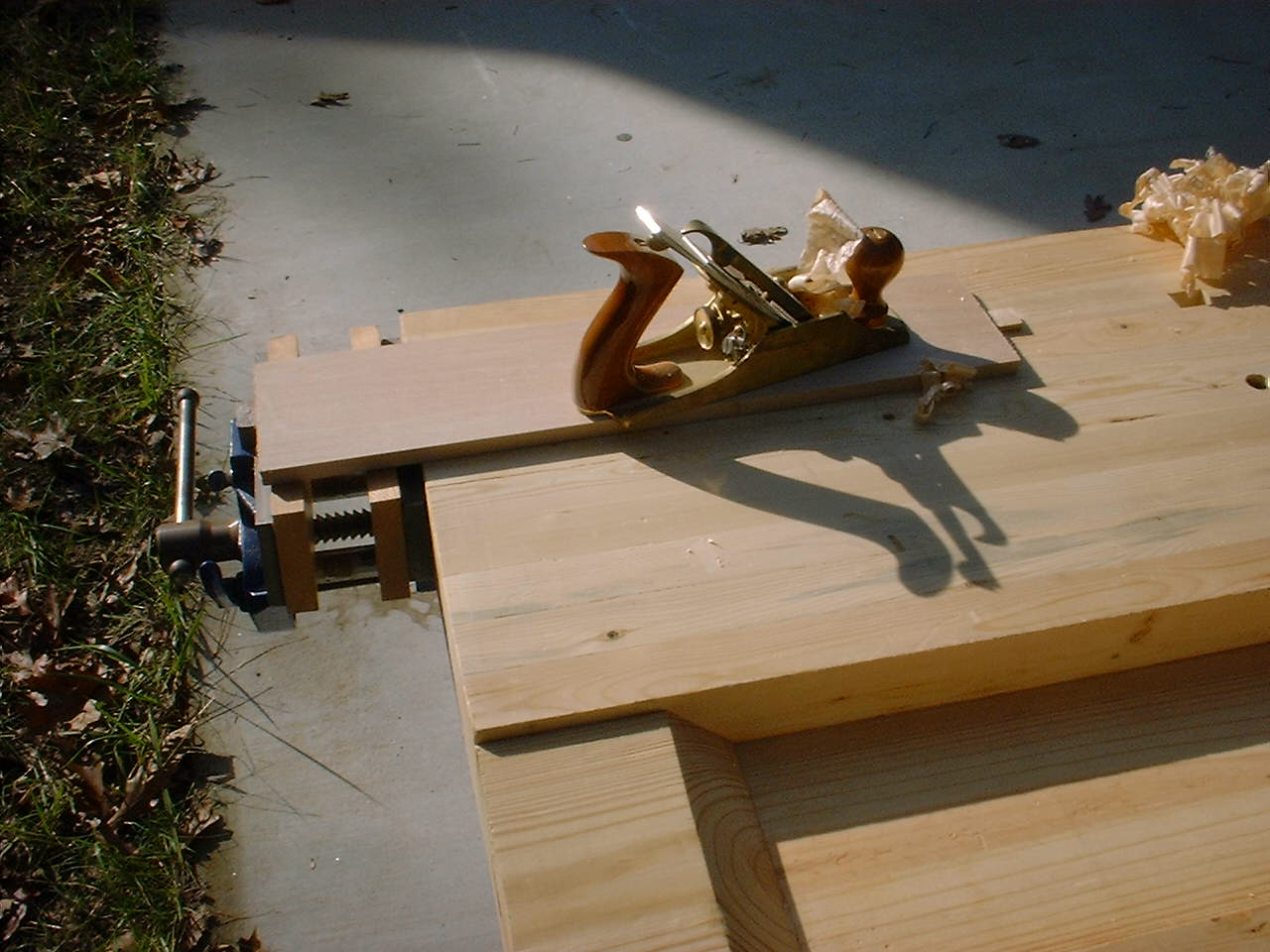
Une presse frontale à serrage rapide utilisé comme presse latérale

Une presse rapide en acier ne souffre pas tant de ce problème. A une exception près, elle fonctionne bien sur l'extrémité de l'établi.

### Comparaison des presses latérales
| Type de presse latérale                                       | Coût   | Avantages | Inconvénients |
| ------------------------------------------------------------- | ------ | --- | --- |
| Presse latérale traditionnelle                                | faible | Conception classique Peut être réalisé avec toutes les pièces en bois.                                                                               | Relativement difficile à construire et à installer. Relativement fragile, à moins d'être construit à l'aide de queues d'aronde ou de bois massif abouté. Sans contrainte de taille et de capacité. Il est théoriquement possible de serrer des pièces dont la hauteur est égale à la distance sol-plafond entre la mâchoire et le tablier.     |
| Presse à chariot fermé (Écrou dans le plan de travail)        | faible | Conception robuste. Possibilité de travailler sur le dessus de l'étau sans endommager le mécanisme. Peut être réalisé avec toutes les pièces en bois | Impossible de serrer des pièces de grande taille dans la mâchoire. La vis peut être gênante pour serrer de longs morceaux. Pas bon pour démonter des objets. |
| Presse à chariot fermé (Écrou dans le bloc mobile du chariot) | élevé  | Conception très robuste. Possibilité de travailler sur le dessus de l'étau sans endommager le mécanisme. La vis ne se projette jamais hors du banc.  | Impossibilité de serrer de grandes pièces dans la mâchoire. Installation relativement difficile. |
| Presse verticale (utilisée comme presse latérale)             | faible | Conception solide Peut gérer les travaux coniques.                                                                                                   | Peut être difficile à aligner. Peut être difficile à mettre en place. Ne convient pas à ceux qui n'aiment pas se baisser. |
| Presse hybride (utilisée comme presse latérale)               | moyen  | Installation relativement aisée. Peut être adapté à une grande variété d'installations                                                               | Ne convient pas particulièrement à cette application. Prête à s'abîmer et à s'abîmer fortement. |
| Presse à serrage rapide (utilisée comme presse latérale)      | moyen  | Peut être réglée rapidement d'une seule main. Installation relativement simple.                                                                      | Épaisseur du banc critique. Pose la bande de trous de butée plus loin du bord du banc. |
| Presse latérale moderne                                       | élevé  | Conception robuste Plus facile à installer et à aligner.                                                                                             | Une certaine construction est encore nécessaire pour le "noyau", autour duquel sont montées les glissières en acier, et dans lequel se trouvent les trous pour les butées. Seules quelques tailles de glissières en acier sont disponibles dans le commerce (environ 15" et environ 19"), mais d'autres tailles ont été fabriquées sur mesure. |
| Presse à vis double (utilisée comme presse latérale)          | élevé  | Conception très solide. Adaptable à plusieurs rangées de trous de butée.                                                                             | Installation relativement difficile. |

## Galerie

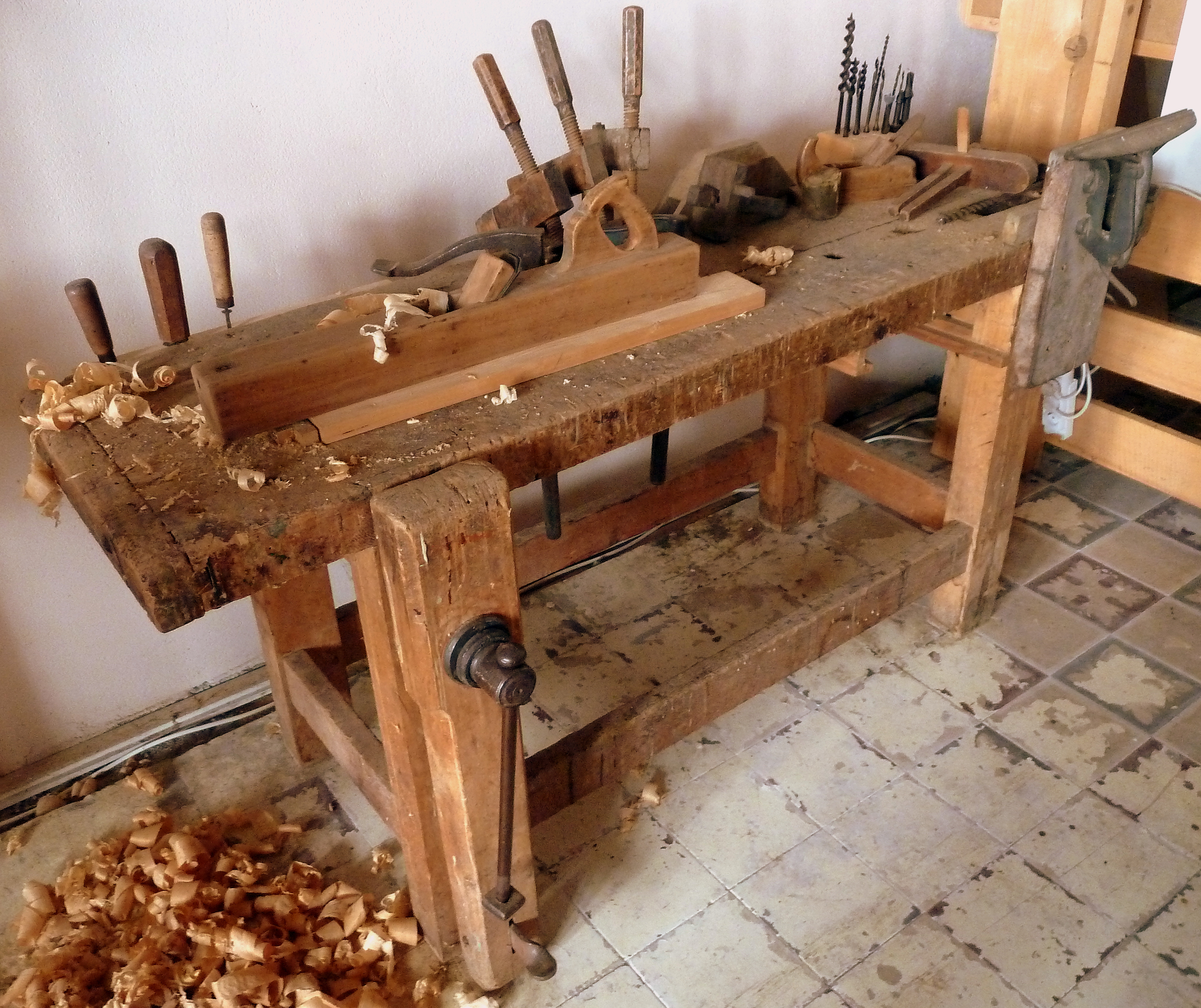
Etabli de menuisier avec presse verticale.
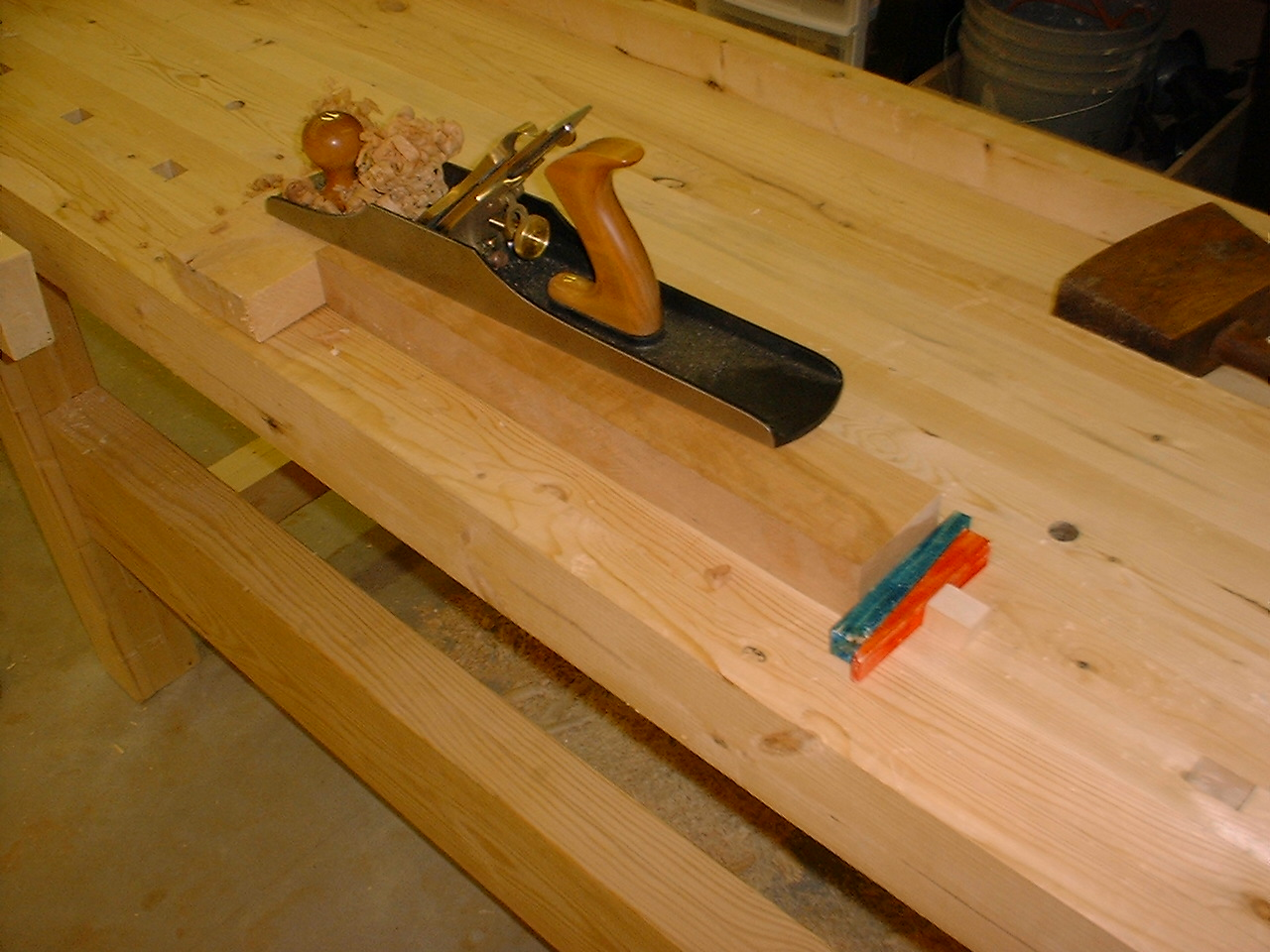
Cales utilisées pour immobiliser une planche en cours de rabotage entre une paire de butées d'établi.
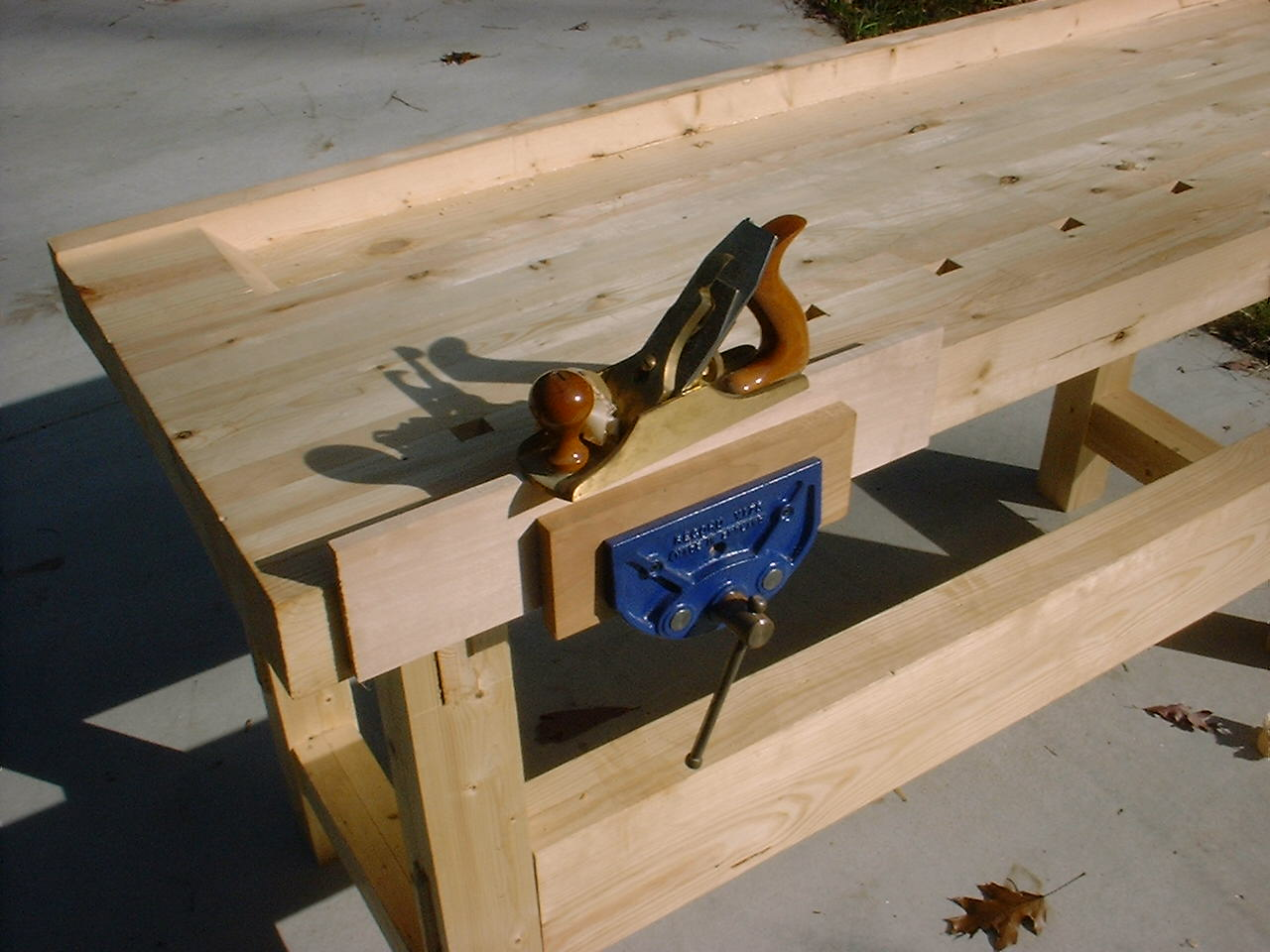
Une presse en fer à une vis, grand public, économique et facile à installer.

## Projets connexes
- Établi
- Butée d'établi
- Valet (menuiserie)